# Senat Kanady
Senat Kanady (ang. Senate of Canada, fr. Sénat du Canada) – izba wyższa parlamentu federalnego Kanady. Składa się ze 105 członków powoływanych przez gubernatora generalnego Kanady na wniosek premiera. Senatorowie pełnią swój urząd bezterminowo (nie ma określonej długości kadencji), przy czym zgodnie z prawem ich mandat wygasa automatycznie z chwilą ukończenia przez nich 75 lat.
Kandydaci na senatorów muszą być obywatelami Kanady lub jednego z pozostałych państw Wspólnoty Narodów, mieć ukończone 30 lat i spełniać cenzus majątkowy, wyrażony wielkością majątku osobistego oraz wartością posiadanych nieruchomości, przy czym bierze się pod uwagę jedynie aktywa i nieruchomości znajdujące się na terytorium prowincji lub terytorium, które dany senator reprezentuje. Wartość tak zdefiniowanego majątku musi wynosić w chwili nominacji przynajmniej 8000 dolarów kanadyjskich, przy czym wartość żadnego z dwóch komponentów (nieruchomości i pozostałego majątku) nie może być niższa niż 4 tysiące dolarów. W praktyce, przy obecnych cenach ziemi w Kanadzie, posiadanie niemalże jakiejkolwiek nieruchomości pozwala spełnić ten warunek.
Obecnie liczba mandatów w Senacie przypadających przedstawicielom poszczególnych prowincji i terytoriów kształtuje się następująco:

Liczba mandatów w Senacie Kanady w każdej prowincji i terytorium

- Ontario - 24 mandaty
- Quebec - 24
- Nowa Szkocja - 10
- Nowy Brunszwik - 10
- Kolumbia Brytyjska - 6
- Alberta - 6
- Manitoba - 6
- Saskatchewan - 6
- Nowa Fundlandia i Labrador - 6
- Wyspa Księcia Edwarda - 4
- Terytoria Północno-Zachodnie - 1
- Jukon - 1
- Nunavut - 1

## Galeria

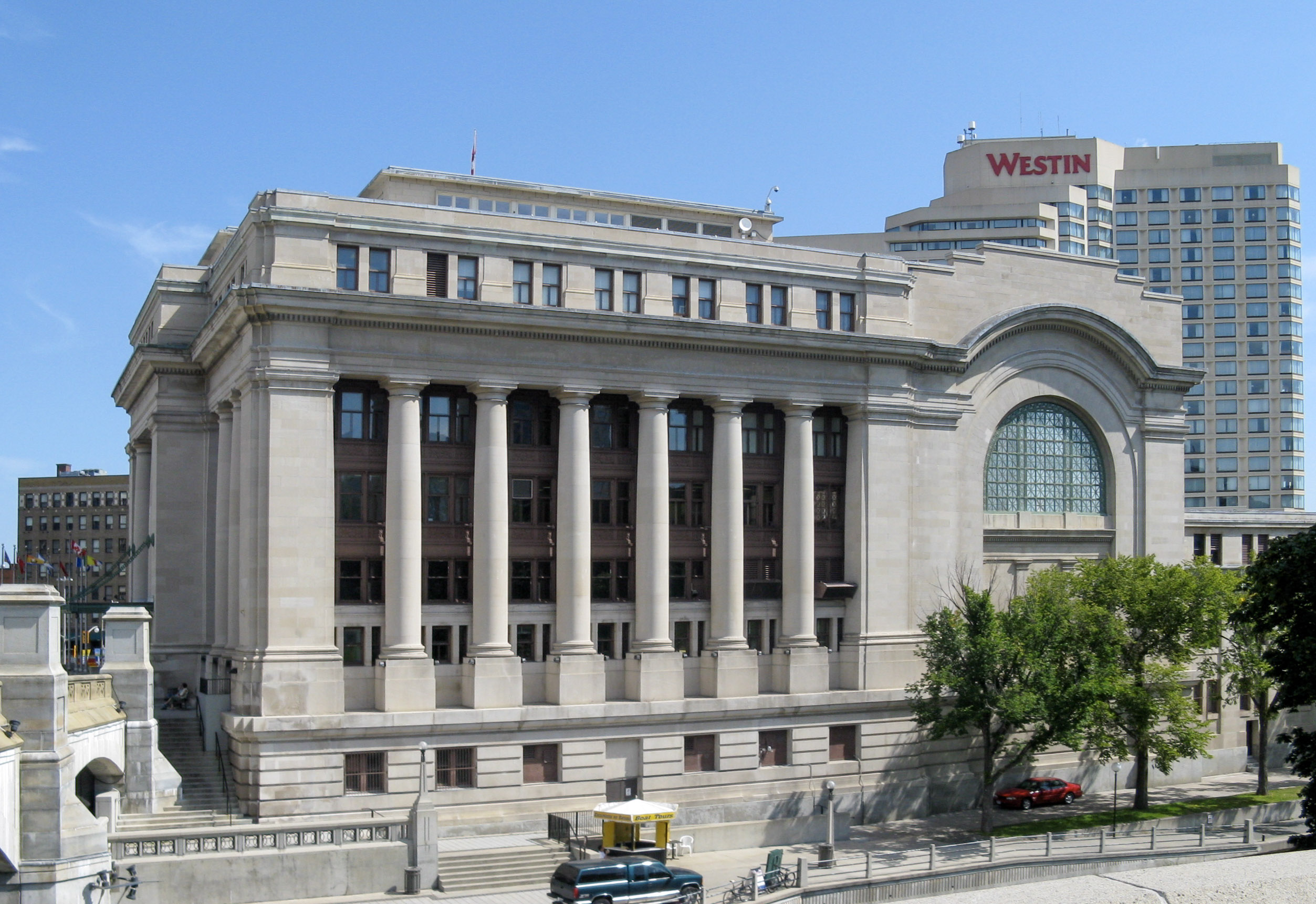
Rządowe Centrum Konferencyjne przy Rideau Street 2 w Ottawie

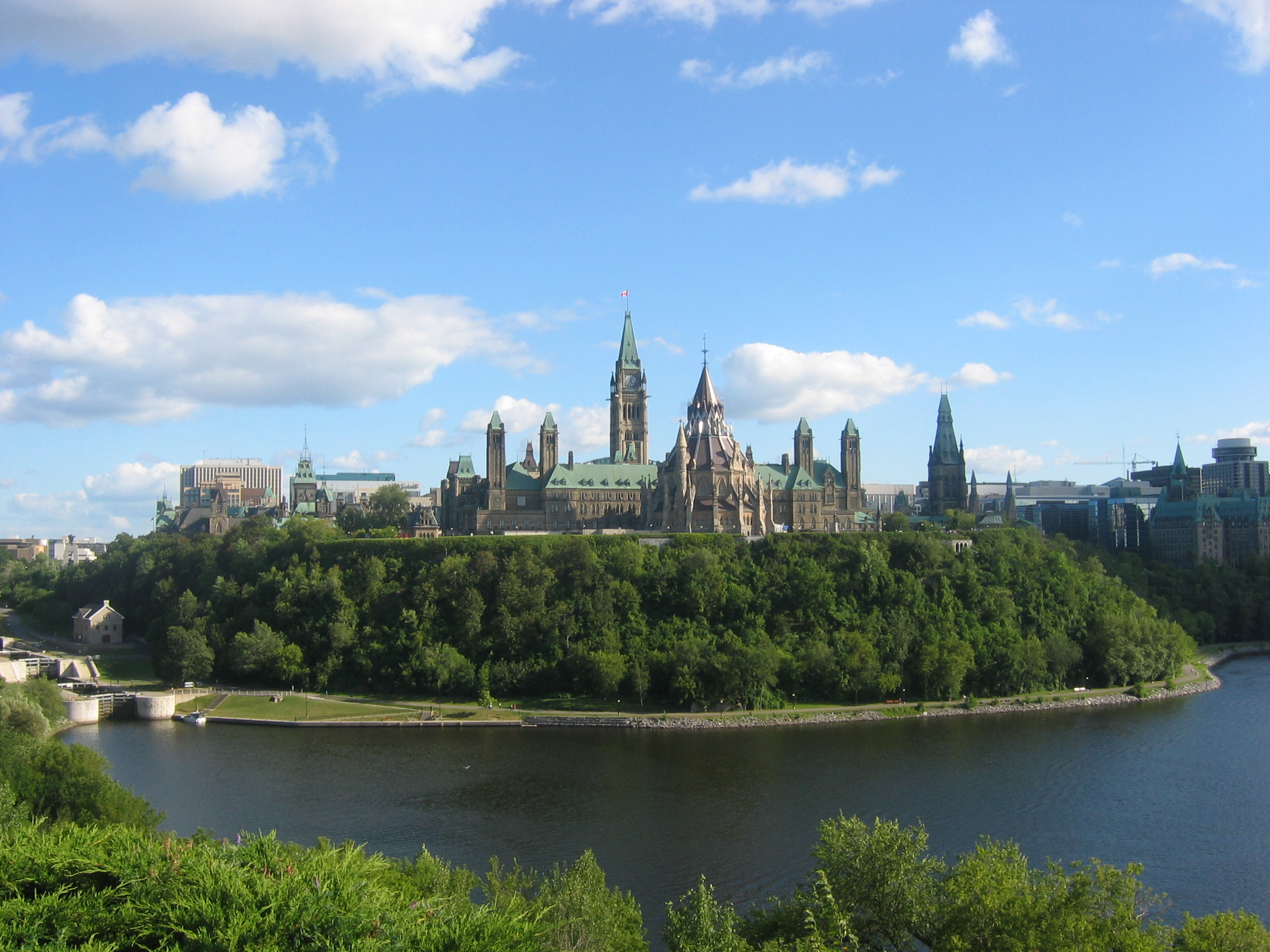
Parlament Kanady

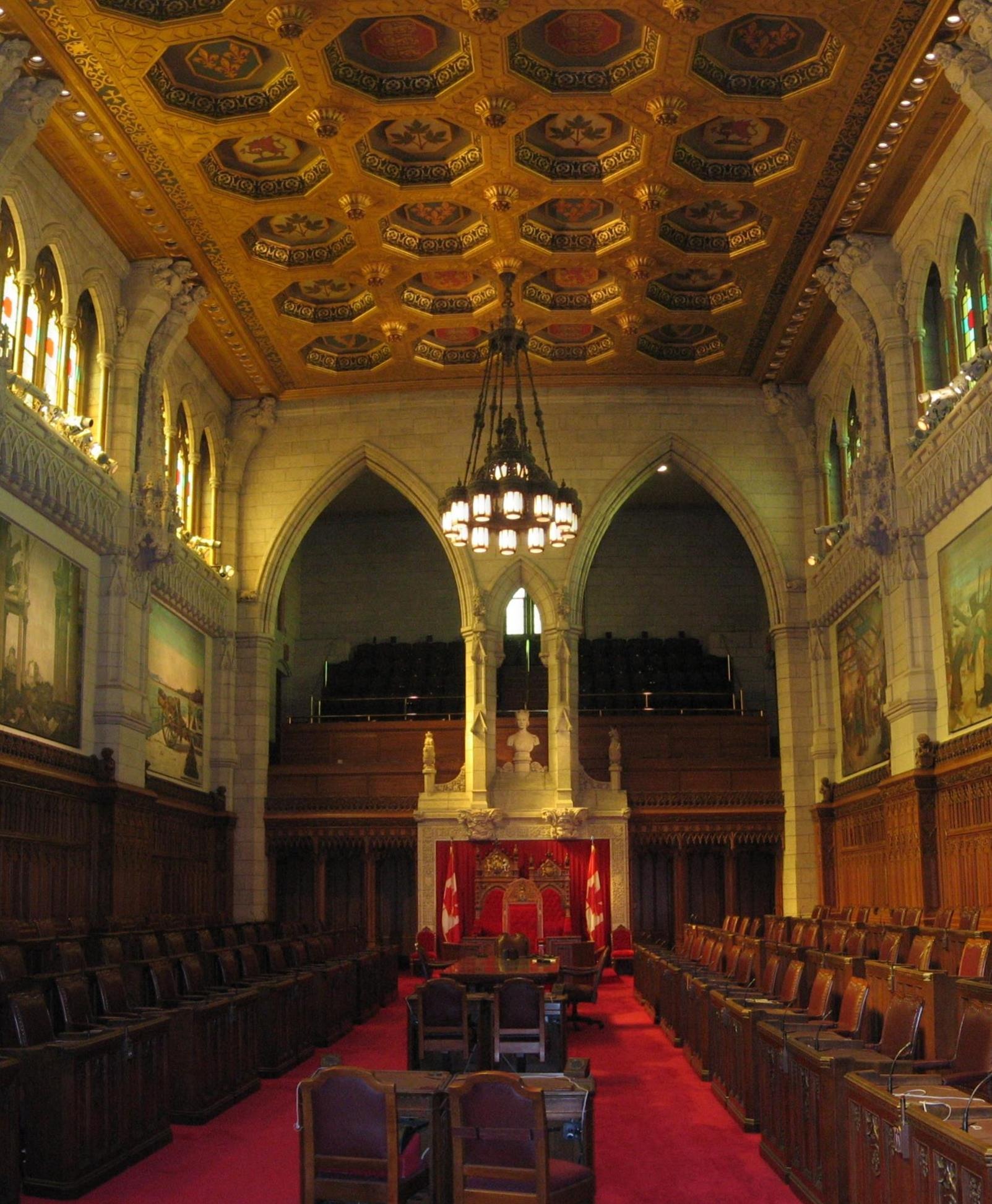
Sala posiedzeń
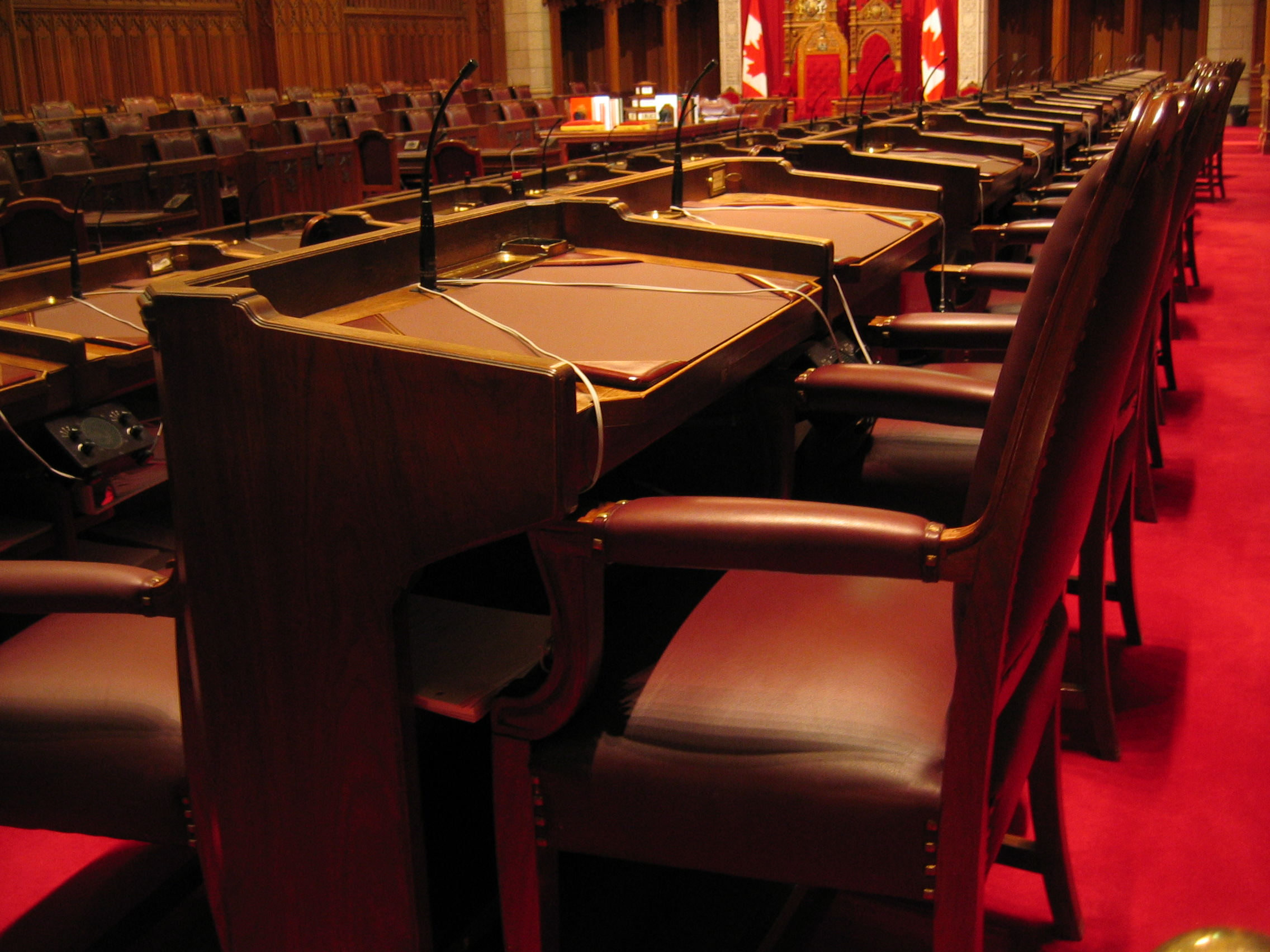
Stanowiska senatorów
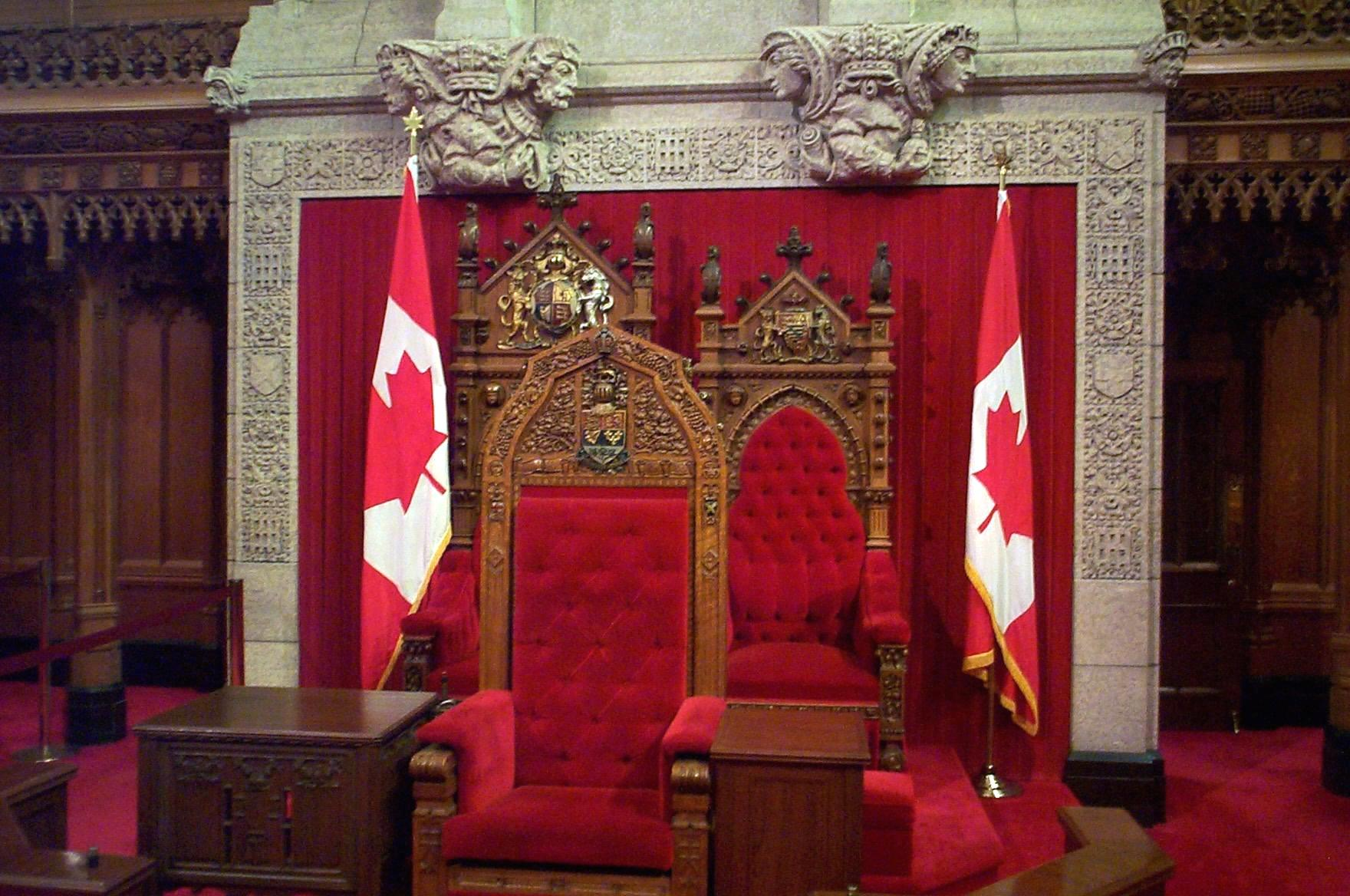
Fotel spikera (z tyłu trony dla monarchy lub gubernatora generalnego oraz ich małżonków)
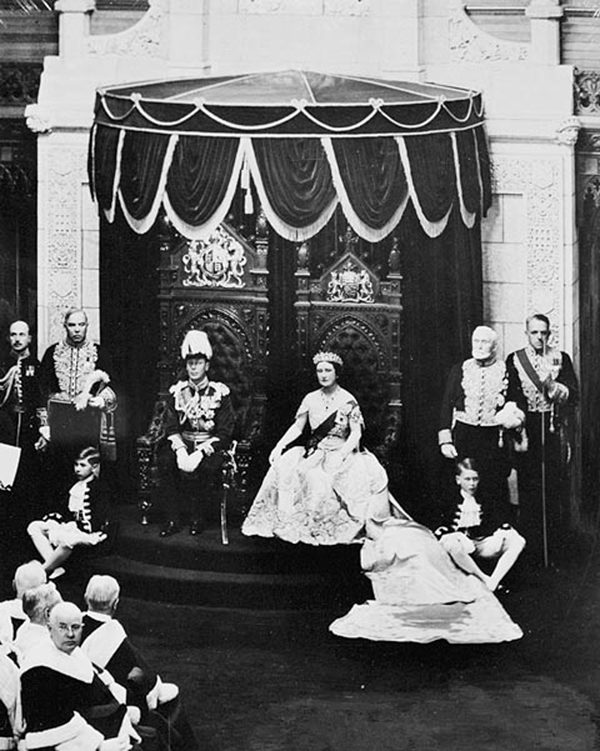
Król Jerzy VI wraz z małżonką podczas wizyty w Senacie w 1939 roku